# Ramní (La Canée)
Ramní, en grec moderne : Ραμνή, est un village du dème d'Apokóronas, dans le district régional de La Canée, de la Crète, en Grèce. Selon le recensement de 2011, la population de Ramní compte 103 habitants.
Le village est situé à 29 km de La Canée et à une altitude de 400 mètres.

## Recensements de la population
| Recensements | 1900 | 1920 | 1928 | 1940 | 1951 | 1961 | 1971 | 1981 | 1991 | 2001 | 2011 |
| ------------ | ---- | ---- | ---- | ---- | ---- | ---- | ---- | ---- | ---- | ---- | ---- |
| Population   | 247  | 360  | 326  | 350  | 272  | 259  | 225  | 167  | /    | 120  | 103  |